# Fradley South
Fradley South es un barrio de la parroquia civil de Fradley, situada en el distrito de Lichfield, en Staffordshire, Inglaterra (Reino Unido).
Es el barrio más nuevo y extenso de la localidad.